# Dendritische spine

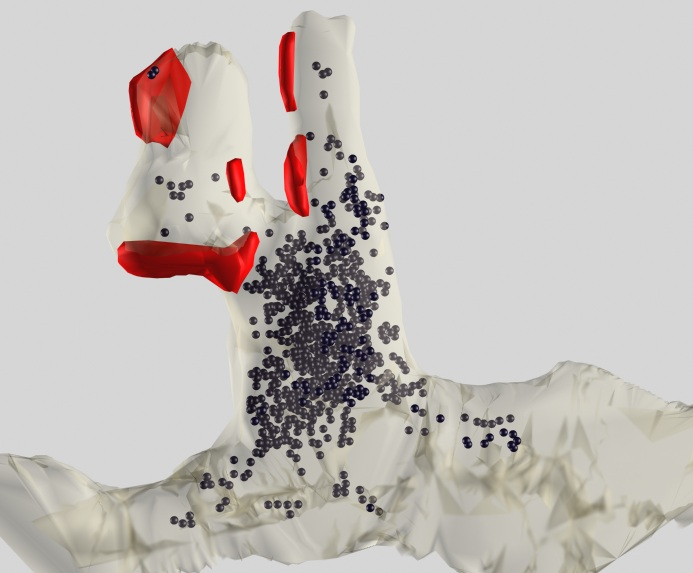

Een dendritische spine of gemmula is een zeer klein uitsteekseltje, kleiner dan een micrometer, dat zich bevindt op de dendriet van een zenuwcel, van een neuron. Het vormt het postsynaptische deel van een synaps. Spines hebben normaal een rond kopje, de spine head, dat door middel van een dun nekje, de spine neck, met de dendriet is verbonden. Veel dendrieten bevatten veel, duizenden, spines, zoals hippocampale neuronen en purkinjecellen.
Spines zijn aan verandering onderhevig: er groeien voortdurend nieuwe spines en oude spines verdwijnen, waardoor er steeds nieuwe neurale verbindingen worden gelegd. Deze veranderingen staan in verband met de processen van het leren en met het geheugen.